# Il'ja Zuev
Il'ja Konstantinovič Zuev (in russo Илья Константинович Зуев?, angl. Ilya Konstantinovich Zuyev; San Pietroburgo, 25 gennaio 1994) è un calciatore russo, difensore del Volgar' Astrachan'.

## Caratteristiche tecniche
Mediano, può giocare anche come difensore centrale.